# Даштаянц Гайк Апетнакович
Даштая́нц Гайк Апетна́кович  (нар. 24 грудня 1924 — 31 січня 1978) — український радянський терапевт і гематолог, доктор медичних наук (з 20 лютого 1960 року), професор (з 15 лютого 1961 року), відмінник охорони здоров'я, лауреат Державної премії УРСР в галузі науки і техніки (1980; посмертно).

## Біографія
Народився 24 грудня 1924 року. Брав участь у німецько-радянській війні. Нагороджений медалями. В 1946 році закінчив Петербурзьку військово-медичну академію. В 1959 році захистив докторську дисертацію на тему «Деякі нові дані щодо використання стернальної пункції в клініці та експерименті». Учень академіків М. І. Аринкіна, Й. А. Касирського. З 1962 по 1978 рік завідував кафедрою терапії-2 у Київському інституті удосконалення лікарів.

Могила Гайка Даштаянца

Жив в Києві в будинку по вулиці Дорогожицькій, 17, квартира 5. Помер 31 січня 1978 року. Похований в Києві на Міському кладовищі «Берківцях» (ділянка № 66).

## Наукова діяльність
Автор 143 наукових праць, в тому числі 9 монографій. Науковий напрямок — проблеми гематології, терапії, онкології. Під його керівництвом виконані 4 докторських та 24 кандидатських дисертації. Учні — професори Є. В. Андущенко, О. М. Сидоренко, А. Ф. Романова.